# Allner See
Der Allner See ist ein Gewässer in der Stadt Hennef. Er liegt in einer Siegschleife und wird durch die A 560 von der nordöstlich gelegenen Ortschaft Allner getrennt.
Er entstand zwischen 1984 und 1986, als man für den Bau der A 560 Kies und Sand benötigte. Es schloss sich eine Renaturierungsphase an, die bis 1990 dauerte. Seitdem wird der See als Naherholungsgebiet der Stadt und des umliegenden Kreises genutzt.
Am See gibt es eine kleine Spiel- und Liegewiese, die zwischen 6:00 und 22:00 Uhr genutzt werden kann, der Rest – ca. 85 % der Landfläche – darf nicht genutzt werden. Der Allner See dient in erster Linie dem Vogelschutz. Als Badegewässer ist er nicht freigegeben. Er liegt innerhalb des Landschaftsschutzgebiets „Siegaue“; die angrenzenden Flächen gehören größtenteils zum Naturschutzgebiet „Siegaue“.